# Huandoy
Le Huandoy est une montagne enneigée du Pérou avec quatre pics disposés en forme de fourneau. Le plus haut des pics culmine à 6 395 mètres d'altitude.

## Toponymie
Son ancien nom  était Tullparaju, du quechua tullpa (« four en pierre ») et raju (« glace »). Tullparaju signifie donc « montagne enneigée en forme de fourneau ».

## Géographie

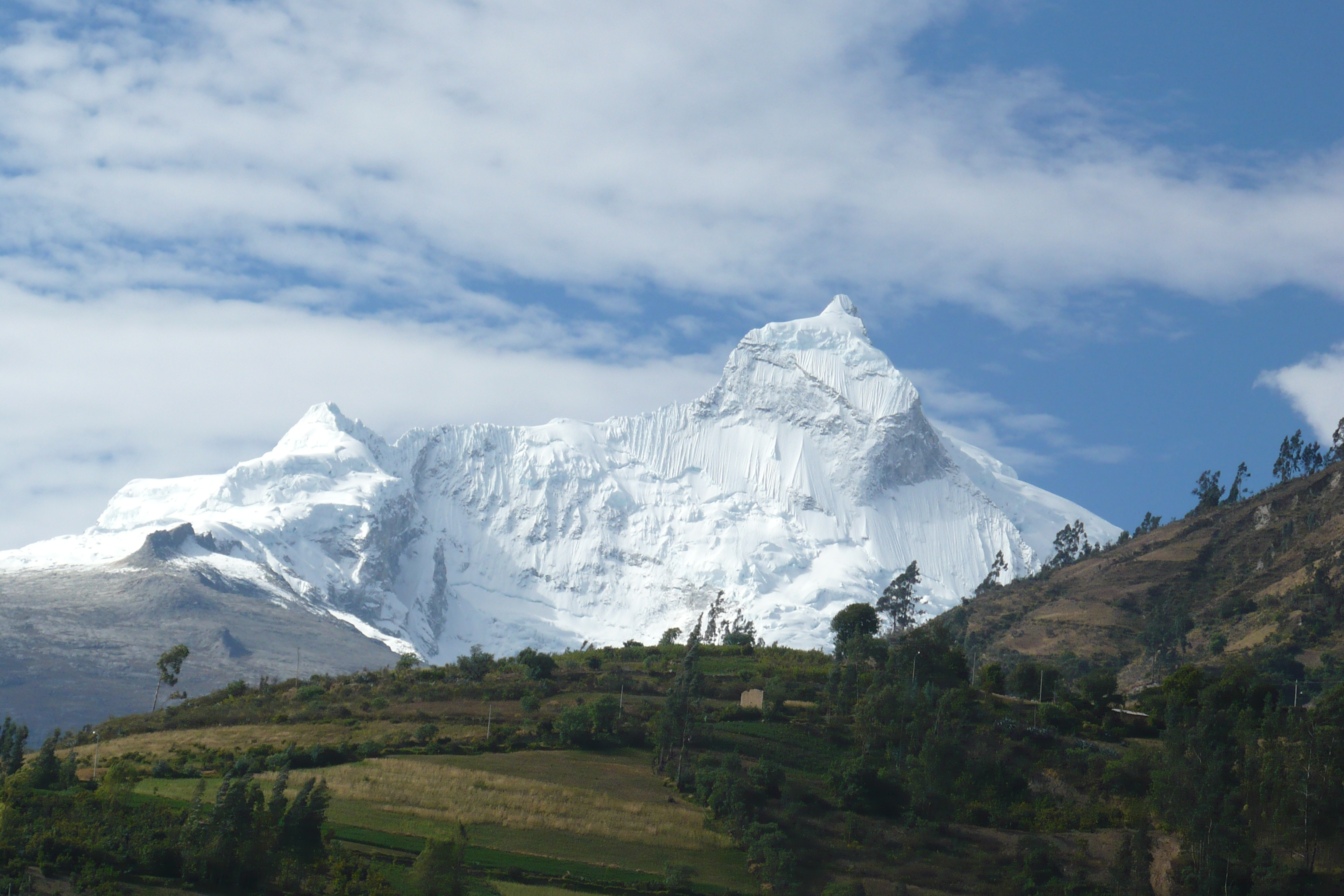
Vue du Huandoy depuis Yungay.

### Situation
Le Huandoy est accessible par la Quebrada de Llanganuco, province de Yungay, région d'Ancash, au Pérou et se trouve au nord du mont Huascarán dans la cordillère Blanche.

### Topographie
Le Huandoy possède quatre sommets :
- le Huandoy Norte, le point culminant (6 395 m) ;
- le Huandoy Oeste (6 356 m) ;
- le Huandoy Sur (6 160 m) ;
- le Huandoy Este (6 070 m).

## Alpinisme
- 1932 - Première ascension de l'Huandoy Norte par une expédition germano-autrichienne composée de H. Bernard, E. Hein, H. Hoerlin et Erwin Schneider
- 1952 - Huandoy Este par une expédition de l'université de Californie
- 1954 - Huandoy Oeste par un groupe d'alpinistes américains
- 1955 - Huandoy Sur par deux Munichois
- 1973 - Pilier sud de l'Huandoy Norte conjointement par des Polonais et des Autrichiens
- 1975 - Face Nord-Est du Huandoy Norte par Gilles de Naurois et Michel Parmentier
- 1976 - Face sud surplombante du Huandoy Sur par une expédition conduite par René Desmaison[1]